# Năruja
Năruja é uma comuna romena localizada no distrito de Vrancea, na região de Moldávia. A comuna possui uma área de 53.37 km² e sua população era de 1940 habitantes segundo o censo de 2007.